# 하이 아일랜드 저수지

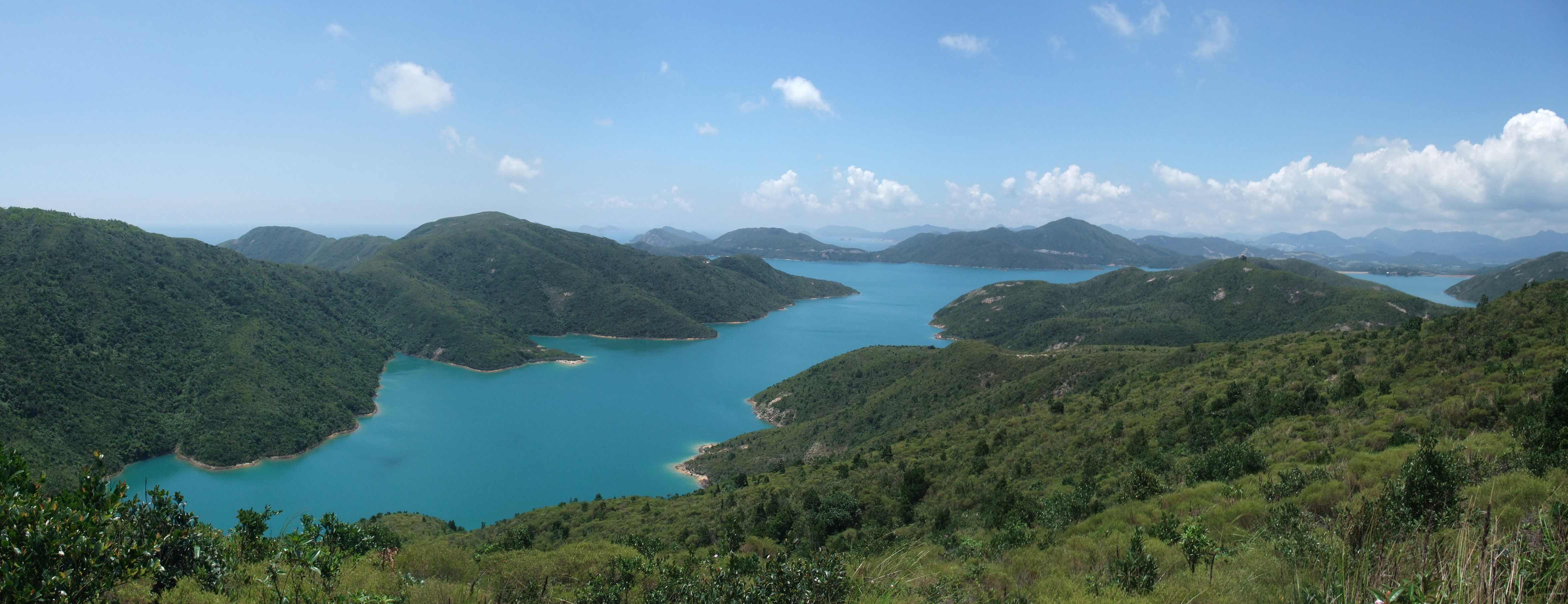

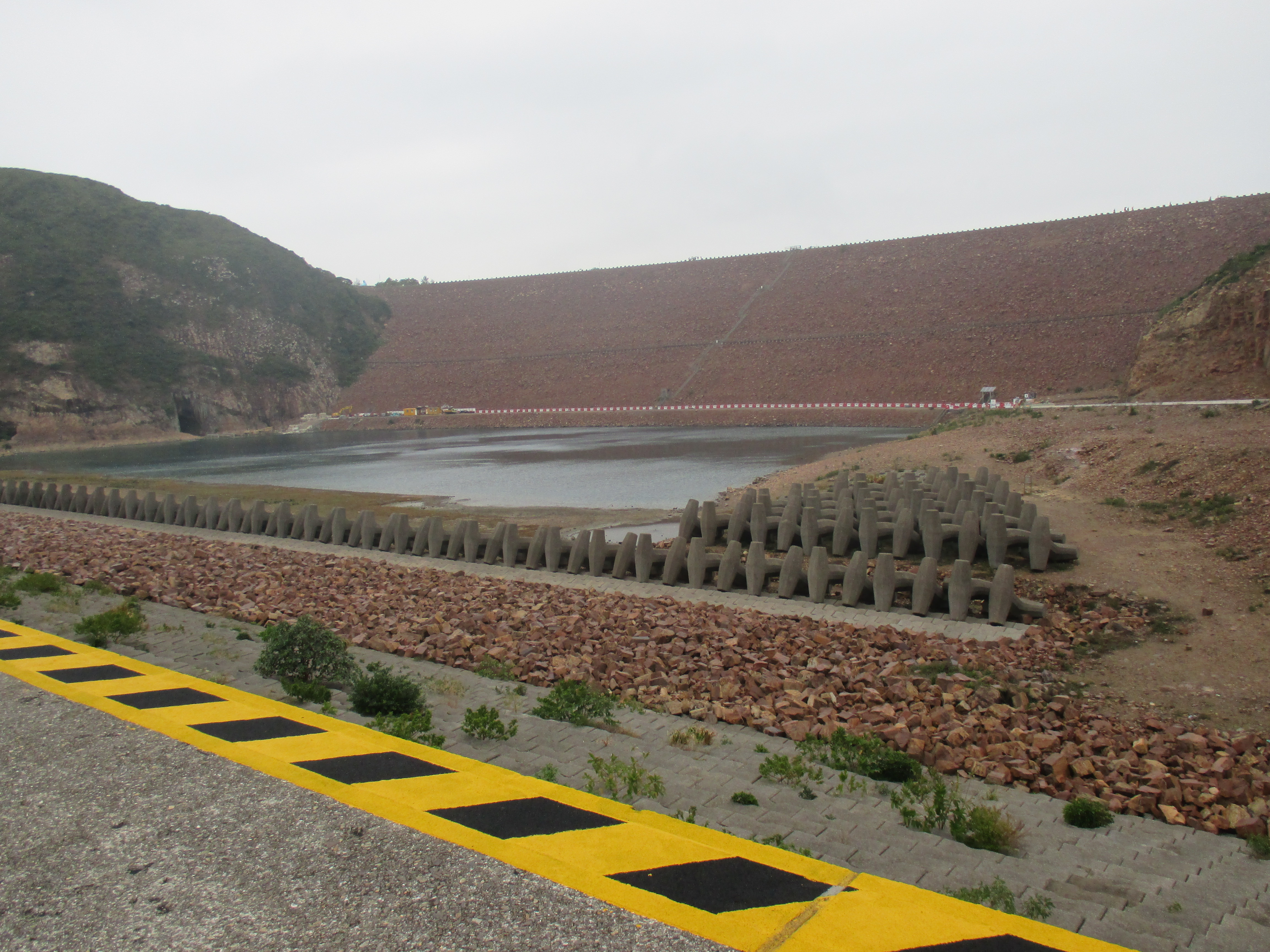
동쪽 댐

하이 아일랜드 저수지(萬宜水庫, High Island Reservoir)는 사이궁반도 남동부 일부에 위치한 저수지로 1978년 홍콩의 물 부족 문제를 해결키 위해 공사가 이뤄졌다.

## 역사
저수지의 역사는 67폭동 동안 중화인민공화국 측의 물 공급 차단에서 비롯된다. 이탈리아 회사와의 공사 계약에 4억 홍콩 달러 이상이 들었다. 동쪽 댐 인근에는 공사 중 희생된 5명을 기리는 기념비가 있다.